# Todiramphus winchelli
Todiramphus winchelli là một loài chim trong họ Alcedinidae.
Đây là loài đặc hữu của Philippines, môi trường sống tự nhiên của nó là những khu rừng đất thấp. Nó bị đe dọa bởi nạn phá rừng và Liên minh Bảo tồn Thiên nhiên Quốc tế (IUCN) đã đánh giá nó là một loài dễ bị tổn thương.

## Phân loại
Loài này được mô tả là Halcyon winchelli bởi nhà sinh vật học người Anh Richard Bowdler Sharpe vào năm 1877, sử dụng một mẫu vật được thu thập bởi nhà nghiên cứu chim ưng Mỹ Joseph Beal Steere. Loài này được đặt theo tên nhà địa chất người Mỹ Newton Horace Winchell, theo yêu cầu của Steere. Mặc dù hai phân loài sau đó đã được mô tả, nhưng chúng thường được coi là đồng nghĩa với đề cử trước năm 1966. Năm đó, Kenneth C. Parkes đã nghiên cứu một loạt 45 mẫu vật và nhận ra năm phân loài, hai trong số đó là mới. Tất cả năm vẫn được công nhận: Todiramphus winchelli nigrorum được tìm thấy ở miền trung và đông trung Philippines, T. w. nesydrionetes ở bắc trung bộ Philippines, T. w. mindanensis trên Mindanao, T. w. winchelli trên Basilan và T. w. alfredi trên Quần đảo Sulu ở phía tây nam. 